# 舸

《古今圖書集成·經濟彙編·戎政典·第九十七卷》所載的走舸圖

舸，古代大型船隻的一種，可用作運送土石、貨物或服徭役之用。

## 歷史
古代人民在應官府徵集服役或進行大型土木工程期間搬運土石時會運用船作幫助。而當時他們所用的民用船正是舸。
民工即服徭役者在古代大型土木工程建造的過程中自備船隻。他們駕駛着盛滿土石的舸在河流中航行時因為會出現無數土石船爭先恐後、互相追趕的場面。後人以成語「百舸爭流」來描述此情形。在歷史上「百舸爭流」確曾出現在共工治水、大禹治水和修建皇城宫殿等場面。
而於軍事上舸則發展成小型快速攻擊艦「走舸」。走舸行動靈活，來往自如。水軍可利用它出其不意地攻擊敵人。例如在东汉末年，孫权麾下将领黃蓋帶領數十條由蒙衝、鬥艦和走舸組成的船隊在赤壁之戰中擊敗曹操大批船隊。
走舸船艏上有半圓形的棚架，棚上有弩窗箭孔以便攻擊敵人。艏前寬尾窄，艉兩頭突出似魚尾，並建有可隱蔽類似小型碉堡式的船艙。甲板上兩側就建有弩窗箭孔「女墻」。走舸的兩舷有槳孔。